# Quenelle-Gruß

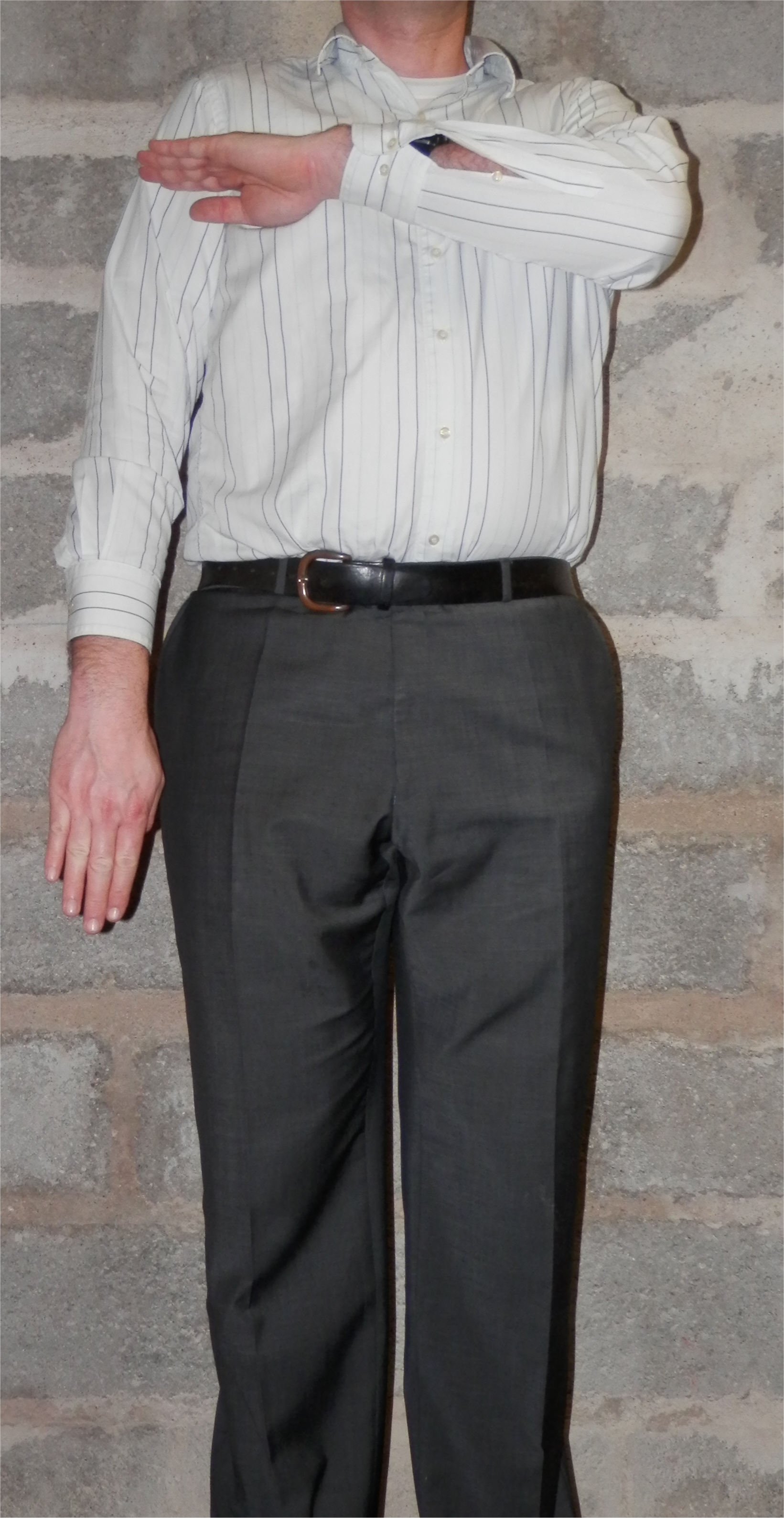
Quenelle-Gruß

Der Quenelle-Gruß (französisch quenelle, eine spezielle Sorte Klöße) ist eine Geste aus Frankreich, bei der eine Hand auf den anderen, durchgestreckten Arm gelegt wird. Daneben gibt es noch weitere Varianten der Geste. Sie wird in der Presse auch als Umgekehrter Hitlergruß oder Französische Nazi-Geste bezeichnet. 

## Entstehung und Verwendung
Die Geste wurde durch den französischen Komiker Dieudonné M’bala M’bala bekannt gemacht. Dieser ist für antizionistische und antisemitische Positionen bekannt und gilt als prominenter Vertreter des Rechtsextremismus. Die Geste wird von Dieudonné als Protestausdruck gegen das politische Establishment dargestellt und von vielen Ausführenden auch als solcher aufgefasst.
Die Geste wird auch in Verbindung mit rechtsextremem Gedankengut gezeigt, unter anderem bei der Kampagne von M’bala M’balas Liste anti-sioniste für die Europawahl 2009 oder vor dem Holocaust-Mahnmal in Berlin durch dessen Mitstreiter Alain Soral. Die Geste wird daher zuweilen mit dem Hitlergruß verglichen. So äußerte Moshe Kantor, Präsident des Europäischen Jüdischen Kongresses, dass er in der Geste einen weniger bekannten Nazi-Gruß sehe.
Auch die rechtsextremen Politiker Jean-Marie Le Pen und Bruno Gollnisch vom Rassemblement National ließen sich bei der Ausführung der Geste fotografieren.

## Verwendung im Sport
Bekanntheit außerhalb Frankreichs erlangte der Gruß, als ihn Nicolas Anelka im Dezember 2013 nach einem Tor für seinen Verein West Bromwich Albion zeigte. In der Folge wurde Anelka von seinem Verein suspendiert und später entlassen. Der englische Fußballverband (FA) belegte Anelka mit einer Sperre von fünf Spielen und einer Geldstrafe von 80.000 Pfund, der Trikotsponsor von West Brom beendete die Kooperation mit dem Verein. 
Schon vor Anelkas Geste hatten bereits andere französische Sportler (unter anderem Tony Parker, Teddy Riner, Nikola Karabatić, Yannick Noah, Samir Nasri und Mathieu Deplagne) den Gruß verwendet. 2014 verwendete der Schweizer Sprinter Pascal Mancini den Gruß bei den Schweizer Meisterschaften 2014 und bei den Europameisterschaften im selben Jahr.

## Strafbarkeit
Der rechtsextreme französische Publizist Alain Soral ist in seiner Heimat zu einer Geldstrafe verurteilt worden. Ende 2013 war ein Foto mit Soral zwischen den Stelen des Holocaust-Mahnmals in Berlin bekannt geworden, auf dem der Rechtsextreme den sogenannten Quenelle-Gruß zeigt.
Die Geste wird teilweise als Ersatz für den Hitlergruß gesehen und ist daher in der Schweiz je nach konkretem Zusammenhang auch als Rassendiskriminierung strafbar. So verurteilte das Schweizer Bundesgericht im August 2017 einen Jugendlichen wegen Rassendiskriminierung (Rassismus-Strafnorm), da dieser die Quenelle vor einer Synagoge gemacht hatte.